# Samuel Hasselhorn
Samuel Hasselhorn, né le 15 mai 1990 à Göttingen (Basse-Saxe), est un chanteur lyrique allemand de tessiture baryton, premier lauréat du Concours musical international Reine Élisabeth de Belgique 2018, session chant.

## Biographie
Samuel Hasselhorn est né le 15 mai 1990 à Göttingen. Son père, Marcus Hasselhorn, est psychologue. Il étudie le chant aux conservatoires de Hanovre et Paris, et travaille ensuite avec Patricia McCaffrey, professeur de chant à New York. Après plusieurs prix et récompenses à différents concours de chant en Allemagne, en France ou à New York, en 2017 il remporte le premier prix au Concours international Das Lied, et l'année suivante le premier prix au Concours Reine Elisabeth et au concours SWR Jungen Opernstars.
En 2017, il chante le rôle de Masetto dans Don Giovanni à l'Opéra de Lyon et fait ses débuts à l'Opéra de Leipzig dans Carmina Burana de Carl Orff.
Il est membre de l'ensemble de l'Opéra de Vienne, où au cours de la saion 2019-2020 il interprète notamment les rôles de Belcore dans L'Élixir d'amour de Donizetti, Figaro dans Le Barbier de Séville de Rossini, du comte dans Les Noces de Figaro de Mozart et du frère borgne dans Die Frau ohne Schatten, nouvelle production montée pour fêter les 150 ans du Staatsoper, sous la direction de Christian Thielemann. Fin 2019 il aborde le rôle-titre dans Don Giovanni au Victoria Hall de Genève, en version concertante organisée par le Wiener Staatsoper "hors-les murs" aux côtés du Leporello de Riccardo Fassi.
Samuel Hasselhorn est également un grand chanteur de Lieder. En récital, il chante avec différents pianistes, dont Malcolm Martineau, Graham Johnson, Ammiel Bushakevitz, Philippe Cassard, Justus Zeyen. Il enregistre plusieurs CD, dont les Stille Liebe, Lieder de Robert Schumann, salué par la critique. En août 2022, il chante le cycle du Winterreise avec Philippe Cassard au Festival Berlioz. En 2022 il enregistre une première série de Lieder de Schubert  et il annonce dans un entretien donné à Forum Opéra, les débuts d'un projet concernant le bicentenaire du compositeur :  « Entre 2023 et 2028, nous publierons chaque année un album composé de mélodies écrites 200 ans plus tôt, c’est-à-dire de 1823 à 1828 ». En 2023, il enregistre le cycle Die schöne Müllerin et donne une série de récitals autour de cette performance, notamment à Paris salle Cortot en octobre.

## Discographie
- Nachtblicke (lieder de Franz Schubert, Hans Pfitzner, Aribert Reimann), avec Takako Miyazaki, piano - Gwk (Klassik Center Kassel), 2014
- Robert Schumann, Dichterliebe op. 48 et autres lieder, avec Boris Kusnezow, piano - Gwk (Klassik Center Kassel), 2019
- Robert Schumann, Stille Liebe. Lieder, avec Joseph Middleton, piano - Harmonia Mundi, 2020
- Franz Schubert : Glaube, Hoffnung, Liebe. Lieder, avec Joseph Middleton, piano - Harmonia Mundi, 2022
- Franz Schubert :La Belle Meunière (Die schöne Müllerin) avec Ammiel Bushakevitz, piano - 2023 - Schubert 200 Vol.1 -  Harmonia Mundi.
- Urlicht, Chants de mort et de résurrection, Mahler, Korngold, Humperdinck, Pfitzner, Braunfels, Von Zemlinsky, Berg - Samuel Hasselhorn, baryton, Julia Grüter, soprano (pour Wozzeck), Chœur de garçons du Philharmonique de Poznań, Orchestre Philharmonique de Poznań, direction musicale de Łukasz Borowicz. Harmonia Mundi - juin 2024[10]
- Licht und Schatten, Lieder de Schubert, avec Ammiel Bushakevitz, piano, 2025 - Schubert 200 Vol.2 - Harmonia Mundi.

## Récompenses et distinctions
- 2018 : 1er prix du Concours musical international Reine Élisabeth de Belgique 2018, session chant.
- 2017 : 1er prix, Das Lied - International Song Competition (Heidelberg)
- 2016 : 3e prix, Wolf Song Competition (Stuttgart)
- 2015 : 2e prix, Wigmore Hall Song Competition (London)
- 2015 : 1er prix, Young Concert Artists Auditions (New York)
- 2013 : 1er prix, Schubert Competition (de) (Dortmund)